# Superkyseliny

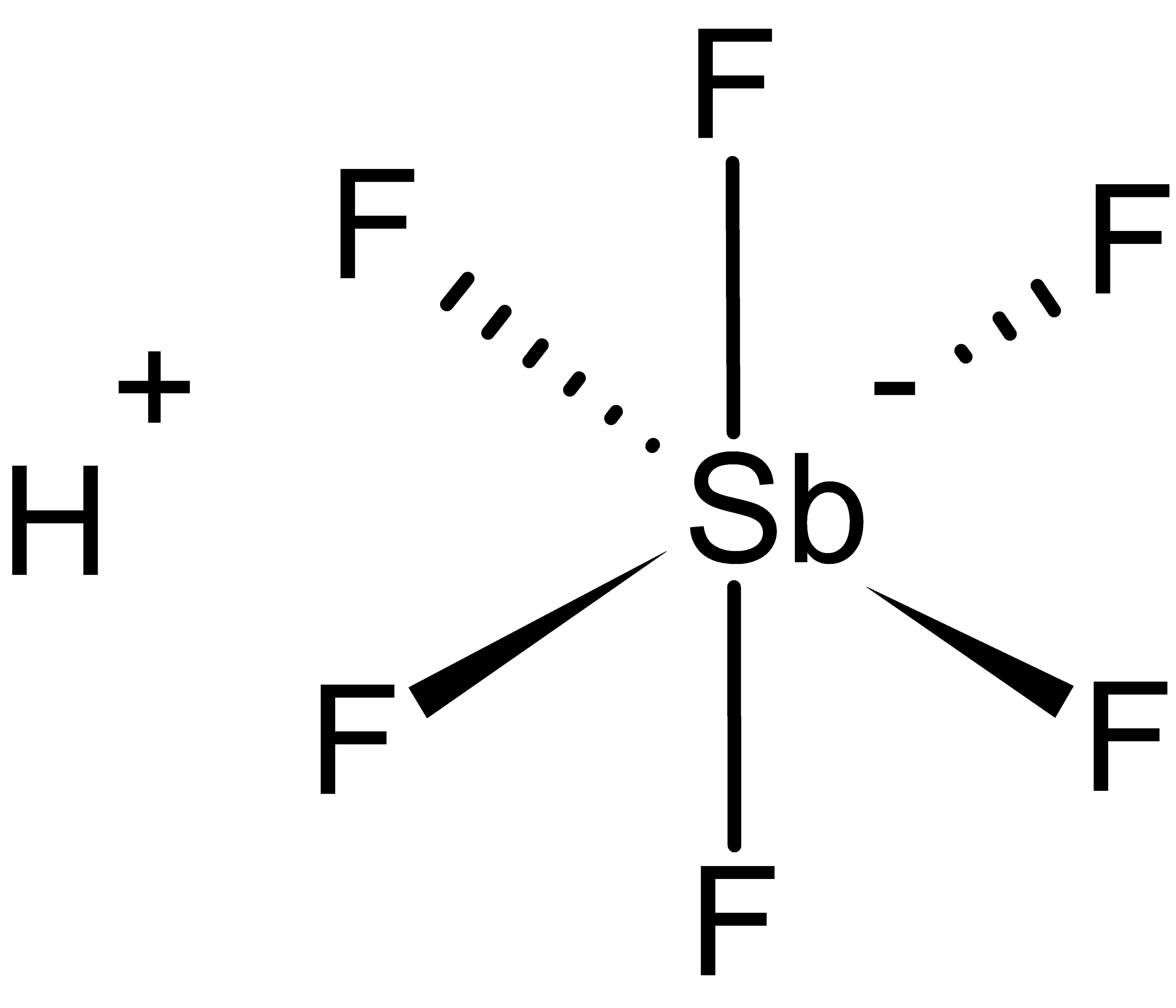
Kyselina fluoroantimoničná

Superkyseliny jsou látky, které jsou kyselejší než 98% kyselina sírová. Mají nižší hodnotu Hammettovy kyselostní funkce než −12. Patří mezi ně:
- Helonium (nejsilnější) (HeH+, H0 = -63)
- Kyselina fluoroantimoničná (H0 = -28)
- Magická kyselina – směs kyseliny fluorsírové a fluoridu antimoničného (H0 = −23)
- Kyselina tetrafluoroboritá (H0 = −16.6)
- Kyselina fluorosírová - FSO3H (H0 = −15,1)
- Kyselina fluorovodíková (H0 = −15.1)[1]
- Kyselina trifluormethansulfonová (H0 = −14,9)
- Oleum – SO3:H2SO4 (H0 = −14.5)[2]
- Kyselina chloristá (H0 = −13,0)
- pro srovnání: Kyselina sírová (H0 = −11.9)

Tyto kyseliny jsou schopny esterifikace a jsou schopny reagovat s methanem podle rovnice:
CH4 + H+ → CH5+
CH5+ → CH3+ + H2
CH3+ + 3 CH4 → (CH3)3C+ + 3H2
Reagují také s vodou za vzniku stabilních oxoniových solí.